# Niemiecka Afryka Południowo-Zachodnia
Niemiecka Afryka Południowo-Zachodnia (niem. Deutsch-Südwestafrika, DSWA) – niemiecka kolonia w latach 1884–1915, przejęta później przez Związek Południowej Afryki i administrowana jako Afryka Południowo-Zachodnia. Ostatecznie terytorium to uzyskało niepodległość w 1990 jako Namibia. Powierzchnia kolonii wynosiła 835,1 tys. km².

## Historia
Początki kolonii wiążą się z osobą niemieckiego kupca Adolfa Lüderitza, który kupił ziemię w okolicach Angra Pequena od miejscowego wodza plemiennego. Od jego nazwiska wywodzi swoją nazwę miasto Lüderitz i przyległe wybrzeże. 24 kwietnia 1884 Lüderitz przekazał ten obszar pod opiekę władz niemieckich. Wkrótce przypłynęły tutaj statki niemieckiej floty. Ostatecznie niemiecka flaga zawisła nad tym terytorium 7 sierpnia 1884. W 1890 kolonia powiększyła swój obszar po zakupie terytorium Caprivi.
Niemiecka Afryka Południowo-Zachodnia była jedyną niemiecką kolonią, która przyciągnęła znaczącą liczbę niemieckich osadników. Przybywali tu głównie z powodów ekonomicznych, w poszukiwaniu diamentów i miedzi, a także by uprawiać ziemię. W 1902 wśród 200 tys. mieszkańców kolonii było 2595 Niemców, 1354 Afrykanerów i 452 Brytyjczyków. Do 1914 przybyło kolejnych 9 tys. osadników niemieckich.
Miejscowa ludność autochtoniczna, obejmująca głównie ludy Herero (80 tys. osób), Owambo (60 tys.) i Nama (10 tys.), określana była mianem Hotentotów. W latach 1893–1894 doszło do pierwszego „powstania Hotentotów” ludu Nama, na którego czele stał Hendrik Witbooi. W kolejnych latach dochodziło do kolejnych lokalnych powstań przeciwko kolonizatorom, ich kulminacją było tzw. powstanie Herero w 1904. Herero atakowali niemieckie gospodarstwa, zabijając około 150 osadników. Przy słabych jeszcze siłach niemieckich Herero udało się nawet otoczyć miasta Okahandja i Windhoek. Dodatkowe siły przybyłe z Niemiec rozgromiły powstańców w bitwie pod Waterbergiem. Herero musieli wycofać się na Kalahari, gdzie wielu z nich umarło z pragnienia. Ponadto niemieckie patrole strzegły źródeł wody, strzelając do zbliżających się tubylców. Zaledwie części z nich udało się zbiec do sąsiednich terytoriów brytyjskich. Jesienią 1904 doszło do kolejnego powstania ludu Nama pod wodzą Hendrika Witbooi i Jakoba Morenga, które zostało stłumione w latach 1907–1908.
Na początku I wojny światowej wojska południowoafrykańskie wkroczyły do kolonii. Ich przewaga była znacząca i jednostki niemieckiego Schutztruppe mogły jedynie starać się opóźnić zajęcie całego terytorium. Ostatecznie Niemcy poddali się 9 lipca 1915. Po wojnie terytorium zostało przejęte przez Brytyjczyków, a później przekazane Południowej Afryce jako terytorium mandatowe Ligi Narodów.
We współczesnej Namibii wiele jest jeszcze pozostałości z czasów niemieckiej kolonizacji: nazwy geograficzne, budynki czy przedsiębiorstwa. Do roku 1990 język niemiecki był jednym z języków urzędowych Namibii, dziś ma status języka mniejszości narodowej i wciąż używa go ok. 30 tys. mieszkańców. Nadal mieszka tam około 20 tys. potomków niemieckich osadników.

## Gubernatorzy
- 1885–1890: Heinrich Ernst Göring (Komisarz)
- 1890–1891: Louis Nels(inne języki)
- 1891–1894: Curt von François(inne języki) (Landeshauptmann)
- 1894–1904: Theodor Leutwein(inne języki) (Landeshauptmann)
- 1904–1905: Lothar von Trotha
- 1905–1907: Friedrich von Lindequist(inne języki) (Gubernator)
- 1907–1910: Bruno von Schuckmann (Gubernator)
- 1910–1915: Theodor Seitz(inne języki) (Gubernator)